# District de Montlieu
Le district de Montlieu est une ancienne division territoriale française du département de la Charente-Inférieure de 1790 à 1795.
Il était composé des cantons de Montlieu, Léoville, Montendre, Montguyon et Union de Drone.